# チャウ・チャウ
チャウ・チャウ（獢々、英: Chow Chow, Chowdren、中:鬆獅犬, 獢獢）は、中国華北原産の犬種である。チャイニーズ・エディブル・ドッグ（英: Chinese Edible Dog）、ヘイ・シー・トゥー（英: Hei She-Tou）などとも呼ばれ、特にスムースコート種はシャン・ドッグ（スムースコーテッド・チャウ・チャウ）とも呼ばれている。

## 歴史
紀元前から中国にいた地犬で、生い立ちには3つの説が存在する。
１つ目の説は現在最もよく知られている。サモエドとチベタン・マスティフの交雑種に由来するという説である。この説はチャウチャウの出生の仮説としては最も有名な説ではあるが、この説で交配に使われたとされているサモエドは元々ロシアの北地に住んでいるサモエド族によってのみ飼育されていて外部に出る事はほとんどなく、初めて他地域に輸出されたのが19世紀ごろ（18世紀ともいわれている）であった事などを考慮するとつじつまが合わず、この仮説は成立しない。また、この犬種の珍しい特徴である「青舌」という特徴のルーツは現在よく分かっておらず、1つ目の説で先祖として挙げられているサモエドやチベタン・マスティフには存在しない特徴である。このことも1つ目の説は該当しないとする説の理由である。なお、その説はもともとチベタン・マスティフと中国のスピッツタイプの犬種との交配がもとになっているという説であったとする見解もあるとされている。中国から世界の犬種歴史学の専門家へ伝承されていく際に誤認識が起こり、チベタン・マスティフと交配された犬種がいつしかサモエドと誤って伝えられるようになってしまい、この説に転訛してしまったのではなかろうかと見られている。
2つ目の説は、チャウチャウが超古代犬種（紀元前1000年以前から存在していた犬種）であり、かなり古くからこの犬種として存在していたという説である。古来からチャウチャウはさまざまな作業犬として使われていて、紀元前2000年ごろ作られたと見られる瓶のようなものや海外へ輸出された美術品にもそれと思わしき姿が描かれている事がポイントの一つである。また、気性の面でも古代的な部分が多く残されていて、生真面目で遊びをあまり好まない狼のような性質が備わっていることも要点として挙げられる。しかしながら、この仮説の科学的な証明は難しく、その他の決定的な証拠が発見されていないのが欠点である。
3つ目の説は、中国の古代犬種であるハン・ドッグの子孫で、それとチベタン・マスティフの交配に基づいて生まれたという説である。また、この仮説ではチャウチャウと兄弟関係にあるシャー・ペイもハン・ドッグと何らかの犬種との交配によって生まれたといわれている。ハン・ドッグは漢王朝の時代に番犬として多く飼育されていた日本犬のような短毛のスピッツタイプの犬種で、1つ目の仮説の原説とみられる説にも適っている。ハン・ドッグを闘犬用に改良し、皮膚のたるみを増やしたのがシャー・ペイ、番用・食用として改良し、肉量を増やしたのがチャウチャウであるとこの説では考えられている。また、ハン・ドッグを番犬兼食用として改良してチャウチャウが作られた事を示唆するような美術品や絵画も残されている。さらに、がっしりしていないチャウチャウと、皮膚のたるんでいないシャー・ペイの姿を描いた美術品も見つかっていて、これらはハン・ドッグとそれぞれの犬種の中間の姿をしていることから、信憑性があるとされている。しかし、この仮説にも欠点があり、青舌のルーツについての証明が出来ないことがそれである。だが、ハン・ドッグが青舌であった可能性もあり、調査活動が続けられている。
いずれの説にしても、ハン・ドッグとシャー・ペイはチャウチャウと親戚関係にあると見られている。なお、本種の短毛種であるシャン・ドッグはチャウチャウの作出初期に分かれた犬種ではあるが、地域によってはチャウチャウとの異種交配が行われているためケネルクラブ等からの公認は受けていない。チャウチャウはFCIやジャパンケネルクラブなど多くのケネルクラブから公認されている。

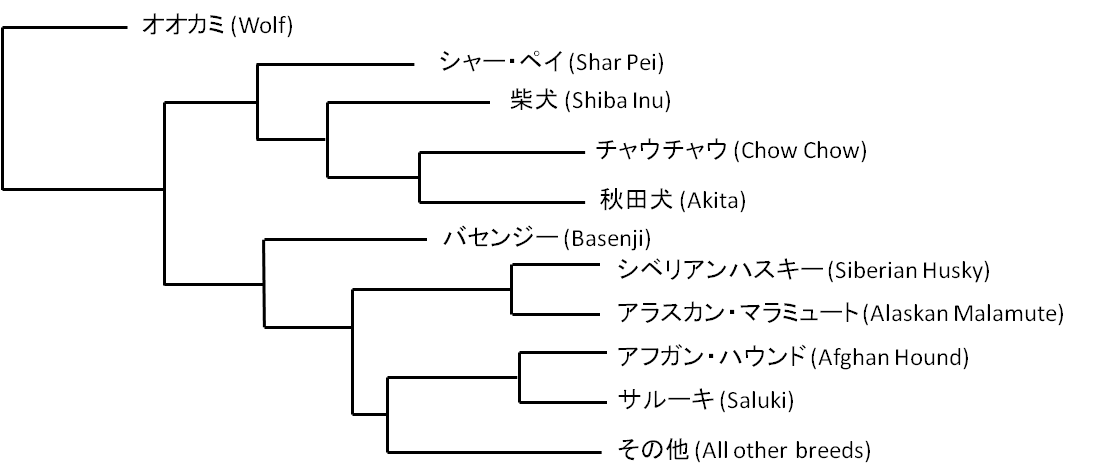
古代犬種の系統樹

Parkerらにより2004年に発表されたDNA分析結果では、イヌがハイイロオオカミから分岐した後、柴犬、秋田犬などのアジアスピッツ系やチャウチャウ、シャー・ペイなどの青舌マスティフ系のグループがバセンジー、アフガン・ハウンドなどのハウンド系やシベリアン・ハスキー、アラスカン・マラミュートなどの北極スピッツ系と分岐、その後、柴犬・チャウチャウ・秋田犬群がシャー・ペイと分岐し、さらに柴犬とチャウチャウ・秋田犬群が分岐したとされている。この分析ではチャウチャウは同じ青舌マスティフのシャー・ペイよりも秋田犬に遺伝的距離が近い結果となっている。
一般家庭だけでなく、かつては寺院の番犬としても飼育されていた。一般家庭では番犬として家や財産の見張りをしていただけでなく、初期にはそりを引いたり猟犬として使われる事もあった。しかし、最も多く使われていた使役は肉を取るための食用や、コートを作るために毛皮を取るための毛皮用家畜として飼育されることであった。食用にするに当たって太りやすくするため、後脚が棒状に改良された。それによりあまり走ることが出来なくなってしまい、そりを引く事と狩猟を行うことは難しいものとなった。タンパク質の少ない食文化においてチャウチャウは貴重な食糧源であった。特別に管理された柵の中で飼育され、餌は穀物のみを与えられた。肉の柔らかい若いうちに屠殺され、毛皮はコートなどの衣類に使われた。
8世紀の唐のある皇帝は、チャウ・チャウに特別な愛着を持っており、5000匹近い頭数を保有して1万人に世話をさせたという記録がある。
イギリスには1780年に東インド会社の一員によって珍品として持ち帰られたのが最初である。後にヴィクトリア女王が1匹入手したのを皮切りに人気となった。アメリカでは1890年に紹介された。1894年にロンドンのザ・ケネルクラブによって犬種として公認された。
現在チャウチャウは世界中に輸出されていて、愛玩犬やショードッグとして広く親しまれている。およそ15～30万円ぐらいの値段で販売も行われている。

## 特徴

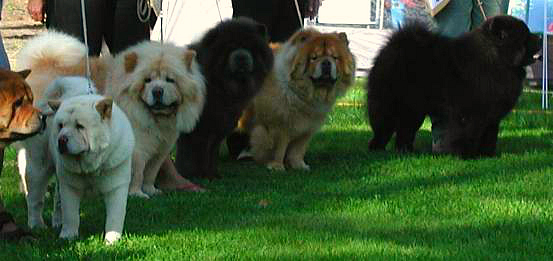
チャウチャウのカラーバリエーション

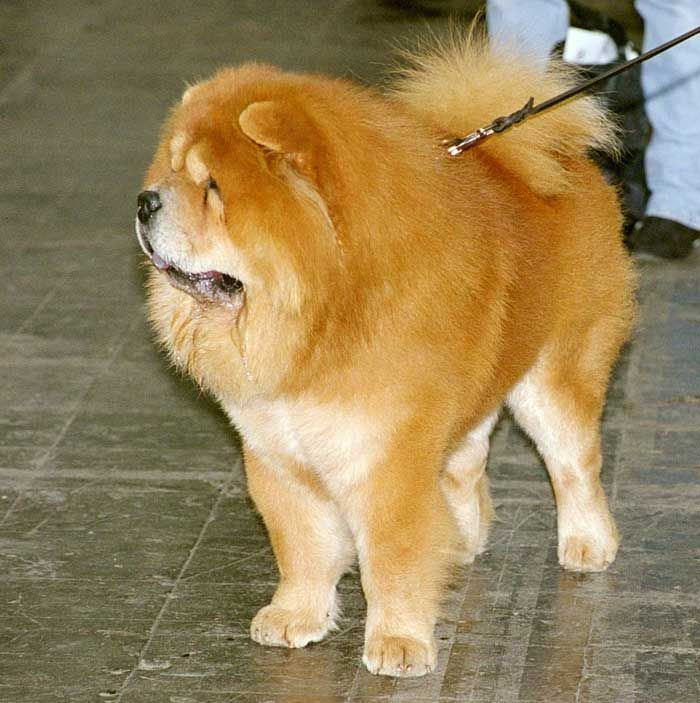
チャウチャウ

がっしりとした体格で、マズルは頭の長さよりは短いが、適度な長さが無くてはならず、アメリカなどのチャウチャウクラブなどでは頭の長さの1/3以上1/2以下と明記されている（動物愛護の観点から短すぎるものはダメとなった）。顔はしかめっ面のように見えるが、これは決して皺や皮で形成されず、奥目であることと額にある縦の溝でしかめっ面は形成され、前から見た時に目が見えないように皮膚が覆いかぶさっているようではいけないとのイギリスのスタンダード改定に伴って各国が、それを追う形で改訂された。

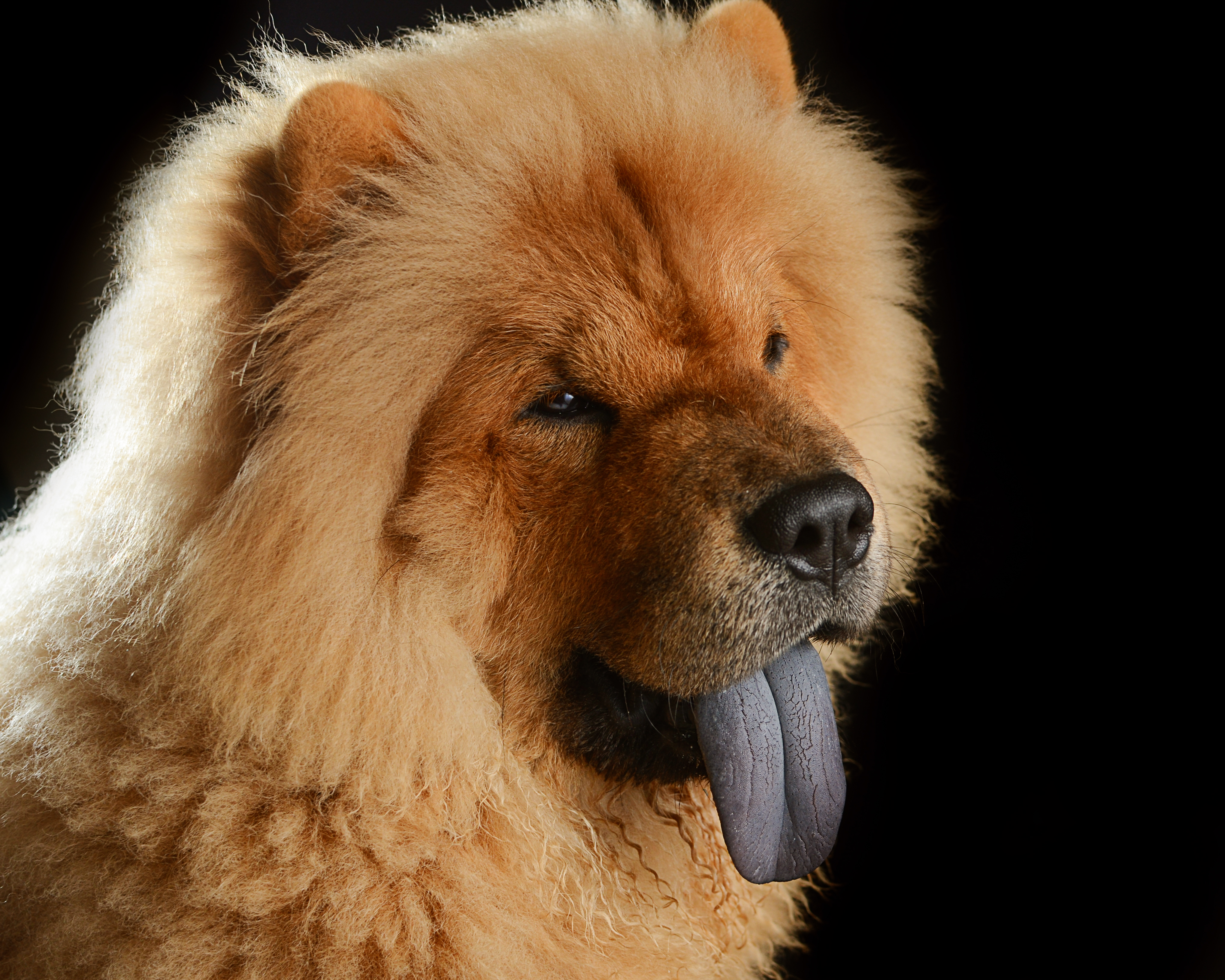
チャウチャウの青舌

青黒く特徴的な舌は青舌と呼ばれ、チャウチャウと血統的なかかわりがある犬種（キンタマーニ・ドッグなど）や、ユーラシア大陸北方がルーツの古代犬種（北海道犬など）、兄弟種と見られるシャー・ペイにも時折現れる珍しい特徴である。耳は立ち耳。半垂れ耳や、どの部分であっても途中で折れる耳は欠点である。コートはダブルコートと言われる柔らかくウーリー状の下毛と張りのある艶やかなオーバーコートに覆われている。スムースという短毛のコートのチャウチャウは短いオーバーコートを持っている。尾は背中に背負って、ふさふさしている。後脚が棒状になっているため、竹馬の様なぎこちない歩き方をするとされてきたが、これも近年の動物愛護の観点より、常に苦痛な様子をすることなく自由に、かつ健全な歩様ができなければならないとされ、竹馬歩様という言葉は書かれなくなった。コートの量に関しても決して活動の妨げになったり暑い気候の中で苦痛を感じたりするほどの量の被毛があってはならない、というように世界各国で改訂された。
性格は穏和で物静かだが、生真面目で家族以外には警戒心が強く、超然とした一面もある。体高はオスが48-56cm、メスが46-51cm。体重は25-30kgの中型である。
しつけは若干根気がいるが、主従関係がはっきりしていればそれほど問題にはならない。遺伝的には緑内障、股関節形成不全症、軟口蓋過長症、内分泌系疾患にかかりやすく、最近では熱心なブリーダー達によって遺伝病とされる股関節、肘関節、眼、膝などの検査をしてから繁殖に用いるというのが世界的な流れであるが、日本では検査をするブリーダーは僅かである。もとからの使役上、太りやすいために注意が必要である、特に避妊去勢手術後は注意が必要である。運動量はあまり多くないとされてきたが昔の犬に比べて活動的になってきている。また無駄吠えが少なく静かであるためマンションなどでも飼育することができる。
毛の色はレッド、ブラック、ブルー、フォーン（シナモン）、クリーム（白を含む）である。